# Seznam javnih televizij v Nemčiji, Avstriji in Švici

## Nemčija

### Nacionalne televizije
Nemčija ima na nacionalnem nivoju dve glavni televizijski hiši:
ARD (Arbeitsgemeinschaft der öffentlich-rechtlichen Rundfunkanstalten – Konzorcij javno-pravnih radiodifuzijskih ustanov); ARD sestavljajo regionalne televizijske postaje - naštete so spodaj -, ki ponujajo tudi regionalni program na svojih lastnih televizijskih kanalih; ARD ponuja naslednje kanale:
- Das Erste (Prvi, splošni kanal)
- tagesschau24 (informativni kanal)
- EinsFestival (predvaja v glavnem vsebine, ki so bile že predvajane na drugih programih, npr. dokumentarce, magazinske oddaje, filme, glasbo)
- EinsPlus (ponuja program za mlade, to je magazinske oddaje, koncerte, informativne oddaje, showi, komedje, nanizanke in filmi)

Druga televizijska hiša je ZDF (Zweites Deutsches Fernsehen – Druga nemška televizija); njene ustanoviteljice so vse zvezne dežele Nemčije; ZDF oddaja tele kanale:
- ZDF (splošni kanal)
- ZDFneo (program z lažjo vsebino kot so svetovalne oddaje, dokumentarci, reportaže, showi, kvizi,komedije, filmi itd.)
- ZDFinfo (izobraževalni kanal)
- ZDFkultur (kulturno-umetniški program)

Poleg teh so še drugi kanali, ki jih upravljata bodisi ARD in ZDF skupaj bodisi v sodelovanju še s kako tretjo televizijo:
- KI.KA (Der Kinderkanal – otroški kanal; to je javna, nekomercialna otroška televizija, ki jo podpirata ARD in ZDF)
- Arte (francosko-nemški kulturni kanal, ki ga upravljajo ARD, ZDF and France Télévisions , to je francoska nacionalna televizija)
- 3sat (kulturni kanal ARD, ZDF, ORF (avstrijska nacionalna televizija) in SRG (švicarska nacionalna televizija).
- Phoenix (kanal s poročili, dokumentarci, reportažami, prenosi dogodkov in debatnimi oddajami; skupaj ga upravljata ARD in ZDF)
- Deutscher Fernsehfunk ali Fernsehen der DDR je bila televizijska postaja nekdanje vzhodne Nemčije, ki danes ne deluje več

### Regionalne televizije
Poleg nacionalnih televizij v Nemčiji deluje še 9 regionalnih televizij:
- Bayerischer Rundfunk (BR) (televizija zvezne dežele Bavarska), oddaja dva programa:
  - Bayerisches Fernsehen (splošni kanal)
  - BR-alpha (izobrževalni kanal)

- Hessischer Rundfunk (HR) (televizija zvezne dežele Hessen)
- Mitteldeutscher Rundfunk (MDR) (televizija zveznih dežel Turingija, Saška in Saška - Anhalt)
- Norddeutscher Rundfunk (NDR) (televizija zveznih dežel Schleswig-Holstein, Mecklenburg-Pomorjanska, Spodnja Saška in mesta Hamburg)
- Radio Bremen (RB) (radio Bremen, ima tudi svoj televizijski kanal)
- Rundfunk Berlin-Brandenburg (televizija zveznih dežel Berlin in Brandenburg)
- Saarländischer Rundfunk (SR) (televizija zvezne dežele Posarje)
- Südwestrundfunk (SWR) (televizija zveznih dežel Baden-Württemberg in Porenje - Pfalška)
- Westdeutscher Rundfunk (WDR) (televizija zvezne dežele Severno Porenje-Vestfalija)

## Avstrija
Avstrijska nacionalna radiotelevizija je ORF (Österreichischer Rundfunk – Avstrijska radiotelevizija). Oddaja 4 programe:
- ORF eins (splošni kanal, predvaja predvsem filme in nanizanke)
- ORF 2 (se osredotoča na kulturo in regionalne informativne oddaje)
- ORF III (pokriva izobraževanje, kulturo, evropsko politiko)
- ORF Sport + (športni program)

## Švica
Švicarska nacionalna radiotelevizija je SRG SSR (v nemščini SRG:Schweizerische Radio- und Fernsehgesellschaft – Švicarska radijska in televizijska družba oziroma v francoščini, italijanščini in retoromanščini SSR: Société suisse de radiodiffusion et télévision, Società svizzera di radiotelevisione oziroma Societad svizra da radio e televisiun). SRG oddaja 3 televizijske programe:
- SRF 1 (splošni kanal)
- SRF zwei (predvaja filme, nanizanke, športne dogodke, magazinske oddaje)
- SRF info (informativni kanal)